# Félix Mendizábal
Félix Mendizábal Mendiburu (Usurbil, 7 maart 1891 - San Sebastian, 15 juli 1959) was een Spaans atleet. Hij nam deel aan de Olympische Zomerspelen van 1920 en de Olympische Zomerspelen van 1924.

## Biografie
Tijdens de Olympische Zomerspelen van 1924 was Mendizábal de vlaggendrager van zijn land tijdens de openingsceremonie.

## Belangrijkste resultaten

### Olympische Zomerspelen
| Jaar | Plaats    | Discipline | Onderdeel             | Resultaten                                                                              |
| ---- | --------- | ---------- | --------------------- | --------------------------------------------------------------------------------------- |
| 1920 | Antwerpen | Atletiek   | 100 m (m)             | eerste ronde: 2e (reeks 4) kwartfinales: 2e (reeks 2) halve finales: 5e (reeks 1)       |
| 1920 | Antwerpen | Atletiek   | 200 m (m)             | eerste ronde: 2e (reeks 4)                                                              |
| 1920 | Antwerpen | Atletiek   | 4x100 m estafette (m) | eerste ronde: 3e (reeks 1)samen met: Diego Ordóñez Carlos Botín Federico Reparaz        |
| 1924 | Parijs    | Atletiek   | 100 m (m)             | eerste ronde: 1e (reeks 16) kwartfinales: 6e (reeks 4)                                  |
| 1924 | Parijs    | Atletiek   | 200 m (m)             | eerste ronde: 4e (reeks 2)                                                              |
| 1924 | Parijs    | Atletiek   | 4x100 m estafette (m) | eerste ronde: 3e (reeks 2)samen met: Diego Ordóñez Juan Junqueras José-María Larrabeiti |

### Persoonlijke records
| Onderdeel | Tijd    | Jaar |
| --------- | ------- | ---- |
| 100 m     | 11,0 s. | 1918 |
| 200 m     | 23,4 s. | 1922 |